# Poecilomorpha penae
Poecilomorpha penae es una especie de coleóptero de la familia Megalopodidae.

## Distribución geográfica
Habita en China.